# Egon Schütz
Egon Schütz (* 1932 in Castrop-Rauxel; † 2015 in Düren) war ein deutscher Pädagoge und Professor für Allgemeine Erziehungswissenschaft, Anthropologie und Ethik an der Universität Köln.

## Leben und Werk
Egon Schütz ist Vertreter einer phänomenologisch orientierten Pädagogik und Begründer der existentialkritischen Pädagogik.  Er ist Schüler von Martin Heidegger und Eugen Fink. Egon Schütz wurde 1981 nach seiner Tätigkeit an der Freiburger Universität und der dortigen Pädagogischen Hochschule auf einen Lehrstuhl für Allgemeine Pädagogik an der Universität Köln berufen. 1997 wurde er emeritiert.
Nach dem Abitur studierte Egon Schütz ab 1953 an der Universität Freiburg zunächst Anglistik und Germanistik auf Lehramt. Er wurde in Anglistik mit einer Arbeit über den romantischen Dichter William Wordsworth promoviert (1959). Danach trat er das Referendariat an. Nach dem zweiten Staatsexamen übernahm er bei Eugen Fink eine Assistentenstelle in Erziehungswissenschaft, die er lange Jahre (1962–1970) innehatte.
Schütz hat das Wirken von Martin Heidegger und Eugen Fink in Philosophie und Erziehungswissenschaft intensiv verfolgt, begleitet und weitergeführt. Die Herausgabe von Finks „Grundphänomene des menschlichen Daseins“ sowie die lebenslange Auseinandersetzung mit Finks Gedanken zu Lernen, Beratung, Technik und Koexistenz zeugen davon.
Schütz gilt als Begründer der existentialkritischen Pädagogik. Sie stellt im Feld der phänomenologischen Erziehungswissenschaft einen Ansatz dar, der phänomenologisches und philosophisches Denken im Schnittpunkt von Bildungstheorie, Anthropologie und Ethik mit pädagogischer Grundlagenreflexion und didaktischen Perspektiven verbindet. Bildung gilt hier als Praxis zwischen Selbsterkenntnis und Urteilskraft. Die existenzialkritische Pädagogik lässt sich als einen sowohl analytischen wie praktischen Versuch verstehen, das Problem des Verhältnisses von Erziehungstheorie und Erziehungspraxis neu zu bestimmen. Schütz fasst Bildung als Praxis vor dem Hintergrund einer auf Heidegger und Fink zurückgreifenden Anthropologie, nach der sich der Mensch als  „existierendes Wahrheits-, Welt- und Seins-Verhältnis“ (Schütz) in kulturellen Praxen handelnd und scheiternd auslegen muss. Dabei werden im analytischen Sinne einerseits unterschiedliche kulturelle Praxis- und Erfahrungs-Dimensionen jeweils auf ihre Pädagogizität hin befragt, andererseits werden objektivistische Dimensionen kritisch betrachtet. Der Kritik an wissenschaftlicher Universalisierung wird dabei ein Ethos an die Seite gestellt, das pädagogisches Handeln im Horizont von Verantwortung, Pluralität und Andersheit und auf der Grundlage von Personalität und Wahrhaftigkeit zu bestimmen versucht.
Schütz steht damit zunächst deutlich in der Tradition der Phänomenologie, insbesondere des späten Edmund Husserl und des späten  Martin Heidegger der sogenannten „Kehre“ und in der Nachfolge der Erziehungs- und Sozialphilosophie Eugen Finks.

## Werke
- Freiheit und Bestimmung. Sinntheoretische Reflexionen zum Bildungsproblem. Henn, Ratingen 1975.
- Autorität. Ein Traktat. Quelle & Meyer, Heidelberg 1971.
- Macht und Ohnmacht der Bildung. Deutscher Studien Verlag, Weinheim 1992.
- Existentialkritische Pädagogik. Phänomenologische Schriften zur anthropologischen Praxis von Bildung, Kunst, Sprache und Humanismus. hrsg. v. Malte Brinkmann. Springer VS, Wiesbaden 2016, ISBN 978-3-658-14509-5.